# Перлімплін
«Перлімплін» — радянський художній фільм 1991 року, знятий режисером Тетяною Чивіковою на Студії В. Кобріна.

## Сюжет
Фантазії на тему особистого життєвого досвіду та п'єси Федеріко Гарсіа Лоркі «Кохання дона Перлімпліна», а також старих класичних фільмів та авангардного Далі.

## У ролях
- Тьома Захарченко — головна роль
- Віра Воронкова — головна роль
- Костянтин Чепурін — головна роль
- Наталія Крачковська — роль другого плану
- Олена Скороходова — роль другого плану
- Марина Бруснікіна — роль другого плану
- Віктор Воронцов — мисливець

## Знімальна група
- Режисер — Тетяна Чивікова
- Сценаристи — Марина Дроздова, Олександр Кисельов